# Corrado Farina
Corrado Farina (Torino, 18 marzo 1939 – Roma, 11 luglio 2016) è stato un regista, sceneggiatore, scrittore, direttore della fotografia e montatore italiano.

## Biografia

### Gli inizi
Nasce pochi mesi prima dell'inizio della seconda Guerra Mondiale in una famiglia della borghesia sabauda (il bisnonno Maurizio era stato senatore del giovane Regno d'Italia). Fin da piccolo dimostra uno spiccato amore per il cinema e i giornalini a fumetti. Compie gli studi classici al Liceo Massimo d'Azeglio di Torino (dove diventa una delle colonne di "Lo Zibaldone", il giornale della scuola, insieme a Lorenzo Enriques e Michele Luzzati), per poi iscriversi, nel 1957, alla facoltà di Giurisprudenza. Fiancheggia Gianni Rondolino nella gestione del Centro Universitario Cinematografico e nella nascita della collana “Centrofilm”, per cui pubblica due monografie dedicate a Ingmar Bergman e a Frank Capra. Negli stessi anni realizza i suoi primi film, cortometraggi a 8 mm girati con un gruppo di amici; molti di questi ottengono riconoscimenti nei festival di settore nazionali e internazionali. Dopo la laurea e il servizio militare entra allo Studio Testa, prima come copywriter e poi come regista. Tra il 1963 e il 1968 scrive e dirige quasi 500 fra Caroselli e altri spot pubblicitari. Tra i suoi Caroselli più popolari ci sono È in arrivo il treno Saiwa, La pancia non c'è più (con Mimmo Craig), Nicola lo scommettitore (con Nicola Arigliano), Il Sig. Mario Rossi prima pubblicità televisiva in cui viene utilizzato un bambino per la pubblicità degli omogenati Sasso (con Giovanni Belly). Altre due monografie, dedicate rispettivamente a Guido Crepax e alla pubblicità cinematografica, vengono pubblicate dalla Sipra. Scrive e disegna una serie di strisce a fumetti dedicate a un personaggio chiamato “Il grande persuasore”, che rappresentano una satira corrosiva del mondo pubblicitario e che resteranno inedite fino al 2012.

### I film

Corrado Farina in una scena del film ...hanno cambiato faccia

Corrado Farina e Isabelle de Funès in una scena del film Baba Yaga (1973)

Trasferitosi a Roma nel 1969, dopo un paio di aiuto-regie (con Dacia Maraini per L'amore coniugale e Gian Vittorio Baldi per La notte dei fiori) scrive e dirige due lungometraggi: ...hanno cambiato faccia, interpretato da Adolfo Celi (che vince il Pardo d'Oro al Festival Internazionale di Locarno, 1971); e Baba Yaga, interpretato da Carroll Baker e Isabelle de Funès (tratto da una storia a fumetti di Guido Crepax, 1973).
Negli anni seguenti ritorna alla pubblicità e al documentario, mentre altri progetti per lungometraggi non riescono ad arrivare sul grande schermo.
Negli anni ottanta Un posto al buio, variazione moderna in chiave noir di Il fantasma dell'Opera di Leroux, sta per essere prodotto da Franco Cristaldi; ma le vicissitudini legate all'iniziale insuccesso di Nuovo cinema Paradiso fanno desistere dal progetto il produttore, che si tira indietro scrivendo con rammarico «...se potessi disporre di tutti i fiori che non colsi, ne avrei abbastanza per riempire il palcoscenico del Festival di Sanremo». Il film avrebbe completato un'ideale trilogia di grandi protagonisti del cinema dell'orrore riletti in chiave moderna: il vampiro di ...hanno cambiato faccia, il Golem di Baba Yaga e il fantasma dell'Opera di Un posto al buio.

### I documentari e i film di montaggio
A partire dagli anni settanta scrive e dirige molti documentari, sia per il circuito cinematografico (i cosiddetti “premi ministeriali”) che per aziende pubbliche o private e per Enti istituzionali.
Fra i molti riconoscimenti ottenuti, vince due volte il Gran Premio del Festival annuale della Confindustria, per Dialoghi dell'acciaio nel 1971 e TG600: Speciale Rinascimento nel 1995.
- I documentari concorrenti ai “premi ministeriali” duravano circa 10 minuti e il premio comportava la programmazione obbligatoria nelle sale.
Ne dirige una ventina, quasi tutti prodotti dalla Corona Cinematografica di Ezio Gagliardo e più di una volta premiati con il premio massimo (10 milioni di lire, spettanti al produttore). È lui stesso che propone i soggetti e scrive le sceneggiature, toccando temi che vanno dalle storie a fumetti (Freud a fumetti, ad esempio, è dedicato a Guido Crepax e viene proiettato al Festival di Venezia del 1971) alla critica di certi aspetti della nostra società (I tarli è una satira della supponenza dei pubblicitari e anticipa molti temi di ...hanno cambiato faccia; Di città si muore analizza invece i problemi che derivano dalla concentrazione degli esseri umani nei grandi agglomerati urbani).
- I cosiddetti “film industriali” venivano commissionati dalle aziende per presentare nuovi prodotti o aggiornare la propria immagine. 
Lavora per Alfa Romeo, Enel, Henkel, Telecom ma soprattutto per Fiat e per Italsider (per cui realizza Dialoghi dell'acciaio, intervistando in un “giro del mondo in quaranta giorni” architetti di fama internazionale come Kenzō Tange e Louis Kahn). C'è uno sforzo costante di uscire dagli schemi tradizionali del documentario aziendale, rinunciando alla voce fuori campo e spostandosi verso il "corto" a soggetto. Lo si avverte particolarmente in Alfa 75 Superstar, in cui la nuova vettura dell'Alfa Romeo arriva a Cinecittà per girare uno spot pubblicitario ma si smarrisce nei viali e nei teatri di posa, finendo coinvolta nelle situazioni dei film che vi si stanno girando.
- I “film istituzionali”, a differenza dei “film industriali”, avevano finalità prevalentemente culturali.
Ne realizza per l'Istituto Luce, per la C.E. I e per il Dipartimento Informazione ed Editoria della Presidenza del Consiglio dei ministri, diretto all'epoca da Stefano Rolando. In uno di questi ultimi, intitolato Cento di questi anni e realizzato nel 1994 per il centenario del Cinema, fa interagire Vittorio Gassman (in inquadrature girate all'interno del Teatro Argentina di Roma) con gli attori e le attrici più celebri del cinema di tutti i tempi e di tutti i Paesi, estrapolati da sequenze di film famosi. Da questo esperimento nasce tutta una serie di lavori “di montaggio”, in cui sequenze di film noti o poco noti si alternano a riprese dal vero e/o a materiale storico di repertorio, cercando di creare un “continuum” narrativo che rispetti le regole di base del montaggio cinematografico. Un esempio di questa tecnica particolare è Motore...!, realizzato per la Fiat e il Museo del Cinema di Torino e proiettato all'interno della cupola della Mole Antonelliana per tutto il periodo dei Giochi olimpici invernali del 2006.

### I servizi televisivi
All'inizio degli anni ottanta lavora per i Servizi Speciali del TG2, collaborando con Giuseppe Fiori, Ettore Masina e Emilio Ravel alle rubriche "Gulliver", "Spazio Sette" e "Scoop". In due occasioni (Il “caso” Pinocchio e Il caso di Beatrice C.) crea un detective “alla Raymond Chandler” che indaga sulla scomparsa del personaggio di Collodi e sulla vicenda rinascimentale di Beatrice Cenci. In Le mani sul cervello, dedicato ai rischi connessi all'uso di messaggi subliminali sia visivi che auditivi, inserisce nel filmato alcuni mezzi fotogrammi di un bicchiere ghiacciato, non percepibili all'occhio (al termine, Paola Perissi spiegava poi l'esperimento, invitando i telespettatori a comunicare eventuali reazioni di voglia di bere). In Il gioco del giallo chiede a Carlo Fruttero e Franco Lucentini di inventare "in diretta" il canovaccio di una vicenda “gialla”, che viene interpretata da Milva e da cui lui stesso, trent'anni dopo, ricaverà il romanzo La figlia dell'istante.

Nel 1985 Dialoghi degli Etruschi, otto brevi filmati realizzati per l'Istituto Luce in occasione dell'Anno degli Etruschi, diventano un programma unitario per Rai Due, in cui le testimonianze di noti etruscologi (tra cui Mauro Cristofani e Massimo Pallottino) si alternano a quelle degli Etruschi stessi, in una specie di tavola rotonda transtemporale (anche se gli Etruschi che parlano sono solo delle statue).

Nel 1997, per Rai Educational, inaugura il ciclo di trasmissioni Epoca - Gli anni che camminano, ideato da Italo Moscati, con le venti puntate di L'Italia degli anni Cinquanta: in questo lavoro, scritto da e con Guido Crainz, torna a miscelare materiale di repertorio storico (in gran parte proveniente dagli archivi di La Settimana Incom, oggi accorpati a quelli dell'Istituto Luce) con molte sequenze di film d'epoca, e ripropone in colonna sonora le canzoni dei Cantacronache, un gruppo di giovani che a Torino, alla fine degli anni cinquanta, hanno gettato le basi per la nascita della cosiddetta “canzone d'autore”. La trasmissione ne fa un uso estensivo, a cominciare dalla sigla di testa che è l'incipit della canzone Oltre il ponte.

### Gli scritti vari
Quasi tutte le cose che realizza come regista nascono da sceneggiature scritte da lui stesso, da solo o in collaborazione con altri; ma alla scrittura “per immagini”, egli affianca da sempre la scrittura tout court. Iniziando negli anni dell'Università con Una famiglia così, un breve atto unico scritto per il Centro Universitario Teatrale di Torino e messo in scena nel dicembre 1962 dal Teatro delle Dieci al Ridotto del Romano; e proseguendo negli anni con una serie di articoli e collaborazioni a numerose riviste (Sipra Due, Off Side, Men, Playmen, Sgt. Kirk, Rivista Italsider, Comic Art, Charta, Nocturno, LG Argomenti). Argomenti ricorrenti: il cinema, innanzitutto, ma poi i fumetti, la pubblicità, la grafica, il collezionismo, i libri illustrati, la letteratura (sia “alta” che popolare) e la comunicazione in genere.

### I romanzi

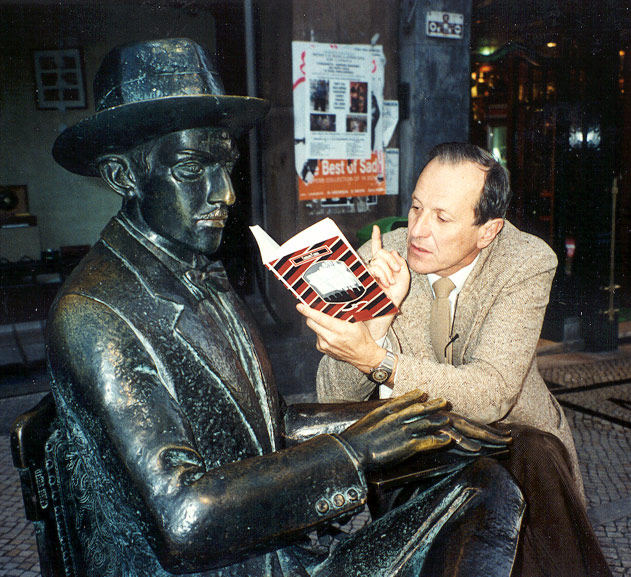
Lisbona 1994: Corrado Farina legge a Fernando Pessoa il suo primo libro

La sua attività di romanziere nasce casualmente dal fallimento del progetto cinematografico di Un posto al buio. Alla fine degli anni ottanta, infatti, la sceneggiatura diventa un romanzo, non lontano dai “gialli” di Fruttero & Lucentini. È la storia di un'antica sala cinematografica di Torino che viene distrutta da un incendio e i cui potenziali acquirenti (intenzionati a trasformarla in un supermercato o uno show-room) muoiono in circostanze che ricordano celebri delitti della Storia del cinema. Era l'epoca in cui le sale cinematografiche morivano come mosche e i multiplex erano ancora di là da venire: non a caso il progetto cinematografico da cui la storia deriva era nato, del tutto casualmente, nello stesso periodo in cui Ettore Scola progettava Splendor e Giuseppe Tornatore Nuovo Cinema Paradiso.
Il libro viene pubblicato nel 1994 dalla Biblioteca del Vascello e lo seguono altri otto romanzi. Tra questi, Giallo antico e Dissolvenza incrociata costituiscono, con Un posto al buio, una trilogia di "gialli torinesi" legati al cinema, dedicati rispettivamente al cinema delle origini (la genesi di Cabiria di Giovanni Pastrone, connessa con il presunto suicidio dello scrittore Emilio Salgari nel 1911: un personaggio quest'ultimo a cui ritorna nel 2015 con l'"autobiografia fantastica" Vita segreta di Emilio Salgari) e alla morte di un noto attore sul set di un film di avventure girato a Torino alla fine degli anni cinquanta. Altri due "gialli torinesi", per quanto anomali, sono anche Il cielo sopra Torino, sull'uccisione di un giovane fascista all'inizio del 1940, e La figlia dell'istante, un ironico feuilleton che copre un intero secolo, strizzando l'occhio a Carolina Invernizio. A differenza della maggior parte degli altri cicli di romanzi “gialli”, costruiti intorno a un unico protagonista, qui la sola protagonista fissa è la città di Torino, descritta in epoche varie che vanno dalla fine dell'Ottocento alla fine del Novecento. Ma ci sono alcuni personaggi che ritornano da un libro all'altro, anche se colti in diversi momenti della loro vita: per esempio, la Scarlet protagonista trentenne di Dissolvenza incrociata ha un ruolo minore di ragazzina in Il cielo sopra Torino, che si svolge vent'anni prima. 
Fra i romanzi “fuori serie” ci sono un noir psicologico a cavallo fra il tema del plagio e quello del feticismo (Il calzolaio) e la storia grottesca delle reazioni politiche e mediatiche suscitate dalla pubblicazione a puntate di un romanzo “politicamente scorretto” in cui gli omosessuali hanno preso il potere (L'invasione degli ultragay).
Nel 2016, poco prima della morte causata dalle conseguenze di un infarto, ha pubblicato Attraverso lo schermo - Film visti e film fatti, un'autobiografia dedicata ai suoi 77 anni di rapporto con il cinema, prima come spettatore e poi come autore.

## Filmografia essenziale

### Lungometraggi
- ...hanno cambiato faccia (1971)
- Baba Yaga (1973)

### Caroselli
- Gli antenati per Lavazza (1963)
- Sport e dieta per Olio Sasso (1963)
- Il signor Mario Rossi per Olio Sasso (1964)
- Nicola lo scommettitore per Digestivo Antonetto (1965)
- La pancia non c'è più per Olio Sasso (1965)
- Don cosacco del Din per Caramelle Don Perugina (1965)
- Il treno per Wafer Saiwa (1966)
- Pippo l'ippopotamo per Pannolini Lines (1967)
- Non si è mai soli per Ritz Saiwa (1967)
- Serate a domicilio per Pasta Agnesi (1967)
- Buon Natale Papalla per Philco (1967)
- La famiglia de' Piumati per Cera Glokò (1968)
- Il cameriere per Premium Saiwa (1969)
- Luinonlosà per Banco di Roma (1971)
- L'uomo di casa per Cucine Ariston (1974)
- Una donna esuberante per Sao Café (1975)
- La funicolare per Whisky Johnny Walker (1975)
- Il telefono senza fili per Sambuca Molinari (1976)

### Videoclip musicali
- Carlo Martello ritorna dalla battaglia di Poitiers, canzone di Fabrizio De André

### Documentari e film di montaggio
- Laudato sii, mio Signore, 1969
- I tarli, 1970
- Freud a fumetti, 1970
- La fantascienza siamo noi, 1970
- Caro Corrierino, 1971
- Salgari della nostra infanzia, 1971
- Buzzati delle montagne, 1971
- Michelangelo fotografo, 1972
- Rileggendo Pinocchio, 1972
- Di città si muore, 1972
- Fumettophobia, 1973
- Pianeta completo, 1974
- Come ti erudisco il pupo, 1974
- La Roma della Chiesa primitiva, 1974
- C'erano una volta Stanlio e Ollio, 1974
- Crescendo italiano, 1988
- Cento di questi anni, 1994
- Italiano parola del mondo, 1994
- TG 600: Speciale Rinascimento, 1995
- Dieci anni in dieci minuti, 1999
- Motore!..., 2005
- Cinema... Cin Cin!, 2007

### Servizi e programmi tv
- Balocchi e consumi, (Gulliver, Rai Due, 1979)
- Le radici di Benigni, (Gulliver, Rai Due, 1980)
- Le mani sul cervello, (Gulliver, Rai Due, 1980)
- Il gioco del giallo, (Gulliver, Rai Due, 1980)
- Il "caso" Pinocchio, (Spazio Sette, Rai Due, 1981)
- Il caso di Beatrice C., (Scoop, Rai Due, 1982)
- Dialoghi degli Etruschi, (Rai Due, 1985)
- L'Italia degli anni Cinquanta (20 puntate), (Rai Educational, 1997)

### Film industriali, didattici e istituzionali
- Dialoghi dell'acciaio, 1972
- Dossier 131, 1974
- AFO 5, 1974
- Noi a Taranto, 1975
- Con l'Europa nel futuro, 1976
- Progetto Alfa 90, 1984
- Alfa 75 Superstar, 1985
- Fiat Croma, 1985
- Una giornata Henkel, 1986
- Uomini e robot, 1987
- Il tunnel sotto Parigi, 1992
- Cambio della guardia, 1992
- Tutto in una sera, 1993

### Film a passo ridotto (8 mm)
- Tra un bacio e una pistola, 1959
- Camera ammobiliata, 1960
- Il figlio di Dracula, 1960
- Ti ucciderò 1961
- Storia di un amore, 1961
- L'ultima estate, 1961
- Cappuccetto Rosso, 1962
- Sette del mattino, 1963
- La sposa infedele, 1963
- Si chiamava Terra, 1963
- Povera Italia, 1965
- Giro giro tondo, 1968

## Opere letterarie

### Romanzi
- Un posto al buio, Biblioteca del Vascello, 1994 e Robin, 2000. (ISBN 88-86312-46-6)
- Giallo antico, Fògola, 1999. (ISBN 88-7406-004-1)
- Storia di sesso e di fumetto, Mare nero, 2001. (ISBN 88-87495-36-X)
- Dissolvenza incrociata, Fògola, 2002. (ISBN 88-7406-004-1)
- Il calzolaio, Marco Valerio, 2004. (ISBN 88-7547-005-7)
- Il cielo sopra Torino, Fògola, 2006. (ISBN 88-7406-099-8)
- L'invasione degli ultragay - una storia politicamente scorretta, Zero91, 2008. (ISBN 88-95381-06-8)
- La figlia dell'istante, Fògola, 2010. (ISBN 88-7406-036-X)
- Vita segreta di Emilio Salgari, Daniela Piazza, 2015 (ISBN 9788878892835)
- Attraverso lo schermo - Film visti e film fatti (autobiografia), Il Foglio Letterario, 2016 (ISBN 9788876066139)

### Fumetti
- Sceneggiature per le testate Diabolik, Zakimort e Selene, 1965-1966
- Il grande persuasore (serie di comic strip realizzata nel 1967-68), Diaforia, 2012

## Riconoscimenti
- 1964 – Montecatini
  - Miglior film a Si chiamava Terra
- 1965 – XVIII Festival international du film amateur
  - Primo premio di categoria a Si chiamava Terra
- 1971 – XXIV Festival Internazionale di Locarno
  - Pardo d'oro a ...hanno cambiato faccia
- 1972 – XIII Rassegna Nazionale del Film Industriale
  - Gran Premio a Dialoghi dell'acciaio
- 1996 – Filmselezione
  - Grand Prix a TG 600
- 2000 – Premio Scerbanenco
  - Menzione speciale a Giallo antico